# Sziamon (fáraó)
Sziamon, uralkodói nevén Netjeriheperuré (? – Kr. e. 967) ókori egyiptomi fáraó Kr. e. 986-tól haláláig.

## Élete
Oszorkhórt követte a trónon. Jó kapcsolatot alakított ki az ebben a korban hatalma tetőpontján álló Zsidó Királysággal. Ezt mutatja, hogy leányát hozzáadta Salamon zsidó királyhoz – hozományként pedig a korábban egyiptomi kézre került Gezer városát Dél-Palesztinában.
Halála után II. Paszebahaenniut uralkodott.